# Exafroplacentalia
Classification phylogénétique
Clade
LExafroplacentalia ou  Notolegia est un possible clade au sein des mammifères placentaires, réunissant les Xénarthres et les Boréoeuthériens dans les classifications phylogénétiques. Il est le groupe frère des Afrothériens. Il a été proposé en 2001 sur la base d'analyse génomiques.

## Hypothèses alternatives
La plupart des études s'accordent à reconnaître quatre super-ordres au sein des mammifères placentaires : Xenarthra, Afrotheria, Euarchontoglires et Laurasiatheria, les deux derniers regroupés dans le clade Boreoeutheria. Les relations entre ces autres groupes font débat et leur phylogénie n'est toujours pas résolue :
| A | B | C |
| --- | --- | --- |
| - Placentalia - Atlantogenata - Afrotheria - Xenarthra - Boreoeutheria - Euarchontoglires - Laurasiatheria | - Placentalia - Xenarthra - Epitheria - Afrotheria - Boreoeutheria - Euarchontoglires - Laurasiatheria | - Placentalia - Afrotheria - Exafroplacentalia - Xenarthra - Boreoeutheria - Euarchontoglires - Laurasiatheria |